# Karin Thürig
Karin Thürig (ur. 4 lipca 1972 w Rothenburgu) – szwajcarska kolarka szosowa i torowa oraz triathlonistka, dwukrotna brązowa medalistka olimpijska, czterokrotna medalistka szosowych i dwukrotna torowych mistrzostw świata.
Dwa razy występowała w igrzyskach olimpijskich. Startując w wyścigach na szosie dwukrotnie zdobyła brązowy medal w jeździe indywidualnej na czas (2004, 2008), a na torze w wyścigu na dochodzenie zajęła 5. miejsce w 2004 i 9. cztery lata później. Dwukrotna mistrzyni świata w szosowym wyścigu indywidualnym na czas (2004, 2005).
Jest siedmiokrotną mistrzynią Szwajcarii w jeździe indywidualnej na czas (2002, 2004-2009).
W 2002 roku zajęła 3. miejsce w mistrzostwach Szwajcarii w triathlonie.